# Шльопни її, вона француженка
«Шльопни її, вона француженка» (англ. Slap Her… She's French) — комедія Мелані Майрон 2002 року з Пайпер Перабо в головній ролі. Прем'єра фільму відбулася 31 січня 2002 року.
Слоган фільму — англ. «A high school comedy with a French twist».

## Сюжет
Старла Грейді — найпопулярніша дівчина в школі, королева краси маленького техаського містечка, а також капітан групи підтримки. Одного разу на її голову звалюється сюрприз — француженка Женев'єв Ле Плоуфф, яка перейшла в її школу по культурному обміну. Старла допомагає їй. Вона вважає Женев'єв наївною доброю поганулею, але потім розуміє, що глибоко помилялася. Адже Женев'єв займає «трон» Старли, швидко знаходить спільну мову з її батьками, забирає у неї хлопця, підставляє її на уроці французької мови… Старла в одну мить втрачає все, що було сенсом її життя. Але потім розуміє, якою дурною і недалекою вона була раніше.